# آرامگاه امامزاده عون
بقعه امامزاده عون مربوط به دوره قاجار است و در شهرستان پاکدشت، بخش شریف‌آباد، روستای آفرین واقع شده و این اثر در تاریخ ۱ مهر ۱۳۸۲ با شمارهٔ ثبت ۱۰۳۱۳ به‌عنوان یکی از آثار ملی ایران به ثبت رسیده است.